# Größenphantasie
Die oft unbewusst auftretende Größenphantasie leitet sich von der ebenfalls unbewussten Vorstellung und Angst ab, verletzt zu werden oder eine früher einmal vorhandene Sicherheit und Geborgenheit zu verlieren. Der Abwehr dieser Angst dient die unbewusst verinnerlichte Idee eigener oder fremder Größe, die entweder das Angewiesensein auf andere relativiert oder die Größe anderer für sich idealisiert. Dennoch erscheint die Gefahr der eigenen Isolierung und Dekompensation – wie bei allen Abwehrvorgängen – damit allein nicht gebannt. Personen mit entsprechenden Befürchtungen neigen zu zwischenmenschlichen Beziehungen mit sog. „grandiosen“ Partnern. Diese sozialen Kontakte und Bindungen können gedeutet werden als Ersatz zu dem eigenen als ungenügend empfundenen Ich. Damit besteht auch die Gefahr einer Projektion in die Außenwelt.